# 샤론 판 루벤달
샤론 판 루벤달(네덜란드어: Sharon van Rouwendaal, 1993년 11월 9일 ~ )은 네덜란드의 여자 수영 선수이다.